# Bailey Island Bridge
Die Bailey Island Bridge, auch Cribstone Bridge genannt, ist eine historische Brücke in der Stadt Harpswell im Cumberland County im Bundesstaat Maine der USA. Sie ist von einer speziellen Konstruktion von aufgeschichteten Granitsteinen, die der Brücke Stabilität gibt, aber trotzdem die Gezeiten zwischen Orr’s Island und Bailey Island ungehindert durch die Wells Strait strömen lässt.

## Geschichte
Bailey Island wurde in den 1720er Jahren besiedelt. Normalerweise störte sich die Bevölkerung nicht daran, mit ihren Fischerbooten zum Festland überzusetzen. Es konnte aber bei heftigen Stürmen vorkommen, dass die Insel wegen schwerer See nicht verlassen werden konnte.
Bereits Mitte des 18. Jahrhunderts forderten die Bewohner, den Bau einer Brücke zum nahe gelegenen Orr’s Island aber die starke Gezeiten zwischen den Inseln schlossen die Verwendung der damals üblichen Brückenpfeiler aus, die aus steingefüllten Holzkästen bestanden.
Llewelyn N. Edwards, Brückeningenieur bei der Maine State Highway Commission, stellte 1923 eine ausgeklügelte Brückenunterkonstruktion für die Bailey Island Bridge vor. Er nutzte den schmalen Felsvorsprung zwischen den beiden Inseln, der nur an einer Stelle durch einen Kanal unterbrochen ist, auf dem er Granitplatten ähnlich einem Blockhaus kreuzweise aufschichtete und mit einem Betonbrückendeck versah. Der Granit ist schwer genug, um Wind und Wellengang Stand zu halten. Die Zwischenräume in der Konstruktion erlauben den Gezeiten mit geringer Behinderung durch die Brücke zu fließen.